# Menina Órfã no Cemitério
A Menina Órfã no Cemitério (em francês: Jeune orpheline au cimetière) é uma pintura de Eugène Delacroix e evoca um dramático momento romântico.
A mulher que serviu como modelo foi uma mendiga que o artista conheceu nas ruas de Paris. Esta obra, foi uma pintura preparatória para Os massacres de Scio (que foi pintada posteriormente em 1824 também).
Podemos notar as suas pinceladas na vestimenta, no movimento dos cabelos e na representação de paisagem ao fundo, que dá para perceber um contraste entre a luminosidade do céu ao entardecer e o aspecto sombrio do cemitério.
A torção de seu rosto pode ser observada em outros quadros também, como: Liberdade guiando o povo e Medéia Furiosa. A luminosidade também contribui para a sensualidade da órfã.